# American Horror Story: NYC
American Horror Story: NYC ist die elfte Staffel der US-amerikanischen Horror-Fernsehserie American Horror Story, die auf einer Idee von Ryan Murphy und Brad Falchuk basiert. Die Erstausstrahlung fand vom 19. Oktober bis zum 16. November 2022 auf dem TV-Sender FX statt. Am 29. September 2022 wurde bekanntgegeben, dass der Titel der Staffel NYC sein wird. Die deutschsprachige Erstausstrahlung lief vom 30. Dezember 2022 bis zum 3. März 2023 auf ProSieben Fun.
Zu den wiederkehrenden Darstellern aus vergangenen Staffeln zählen Billie Lourd, Isaac Cole Powell, Zachary Quinto, Sandra Bernhard, Patti LuPone, Denis O’Hare, Leslie Grossman und Rebecca Dayan; hinzu kommen die neuen Darsteller Joe Mantello, Russell Tovey und Charlie Carver.

## Besetzung
- Der Schauspieler war in dieser Rolle als Hauptdarsteller vertreten.

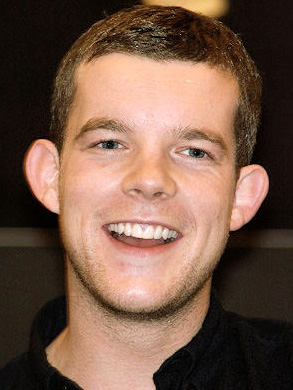
Russell Tovey spielt Patrick Read

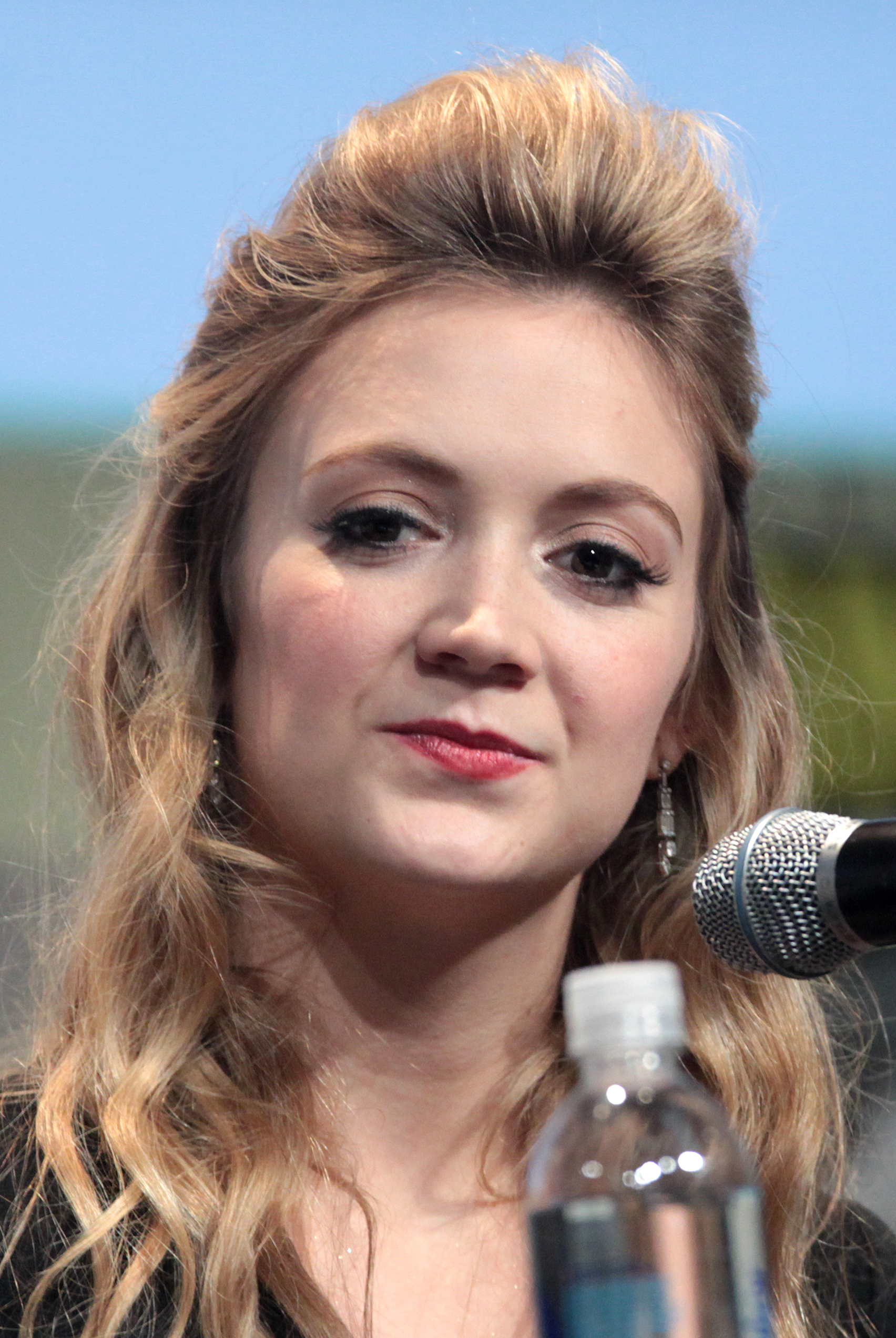
Billie Lourd ist Hannah

- Der Schauspieler war in dieser Rolle als Nebendarsteller vertreten.
- Der Schauspieler war in dieser Rolle als Gaststar vertreten.
- Der Schauspieler war in dieser Rolle nicht in der Episode vertreten.

| Schauspieler         | Rolle                 | Folgen | Folgen | Folgen | Folgen | Folgen | Folgen | Folgen | Folgen | Folgen | Folgen | Synchronsprecher  |
| Schauspieler         | Rolle                 | 1      | 2      | 3      | 4      | 5      | 6      | 7      | 8      | 9      | 10     | Synchronsprecher  |
| -------------------- | --------------------- | ------ | ------ | ------ | ------ | ------ | ------ | ------ | ------ | ------ | ------ | ----------------- |
| Russell Tovey        | Patrick Read          |        |        |        |        |        |        |        |        |        |        | Marcel Collé      |
| Joe Mantello         | Gino Barelli          |        |        |        |        |        |        |        |        |        |        | Bernd Vollbrecht  |
| Billie Lourd         | Dr. Hannah Wells      |        |        |        |        |        |        |        |        |        |        | Lara Trautmann    |
| Denis O’Hare         | Henry                 |        |        |        |        |        |        |        |        |        |        | Axel Malzacher    |
| Charlie Carver       | Adam Carpenter        |        |        |        |        |        |        |        |        |        |        | Florian Hoffmann  |
| Leslie Grossman      | Barbara Read          |        |        |        |        |        |        |        |        |        |        | Bianca Krahl      |
| Sandra Bernhard      | Fran                  |        |        |        |        |        |        |        |        |        |        | Sabina Trooger    |
| Isaac Cole Powell    | Theo Graves           |        |        |        |        |        |        |        |        |        |        | Tobias Diakow     |
| Zachary Quinto       | Sam                   |        |        |        |        |        |        |        |        |        |        | Timmo Niesner     |
| Patti LuPone         | Kathy Pizazz          |        |        |        |        |        |        |        |        |        |        | Katharina Koschny |
| Lee Aaron Rosen      | Captain Ross          |        |        |        |        |        |        |        |        |        |        |                   |
| Jeff Hiller          | Mr. Whiteley          |        |        |        |        |        |        |        |        |        |        |                   |
| Jared Reinfeldt      | John „Sully“ Sullivan |        |        |        |        |        |        |        |        |        |        | Timo Weisschnur   |
| Kyle Beltran         | Morris                |        |        |        |        |        |        |        |        |        |        |                   |
| Quei Tann            | Lita                  |        |        |        |        |        |        |        |        |        |        | Peggy Pollow      |
| Clara McGregor       | KK                    |        |        |        |        |        |        |        |        |        |        |                   |
| Brian Ray Norris     | Detective Mulcahey    |        |        |        |        |        |        |        |        |        |        |                   |
| Kal Penn             | Mac Marzara           |        |        |        |        |        |        |        |        |        |        | Matti Klemm       |
| Matthew Bishop       | Big Daddy             |        |        |        |        |        |        |        |        |        |        |                   |
| Rebecca Dayan        | Alana                 |        |        |        |        |        |        |        |        |        |        | Susanne Geier     |
| Taylor Bloom         | Stewart               |        |        |        |        |        |        |        |        |        |        |                   |
| Casey Thomas Brown   | Hans Henkes           |        |        |        |        |        |        |        |        |        |        |                   |
| Hale Appleman        | Daniel Kanowicz       |        |        |        |        |        |        |        |        |        |        |                   |
| Gideon Glick         | Cameron Dietrich      |        |        |        |        |        |        |        |        |        |        | Marcel Mann       |
| Hannah Jane McMurray | Shachath              |        |        |        |        |        |        |        |        |        |        |                   |
| Danny Kornfeld       | Billy                 |        |        |        |        |        |        |        |        |        |        |                   |

## Episoden
Die Erstausstrahlung der elften Staffel (American Horror Story: NYC) war vom 19. Oktober bis zum 16. November 2022 auf dem US-amerikanischen Kabelsender FX zu sehen. Die deutschsprachige Erstausstrahlung lief vom 30. Dezember 2022 bis zum 3. März 2023 auf dem deutschen Pay-TV-Sender ProSieben Fun.
| Nr. (ges.) | Nr. (St.) | Deutscher Titel           | Originaltitel              | Erstausstrahlung USA | Deutschsprachige Erstausstrahlung (D) | Regie          | Drehbuch                                | Zuschauer (USA) |
| --- | --------- | ------------------------- | -------------------------- | -------------------- | ------------------------------------- | -------------- | --------------------------------------- | --------------- |
| 114 | 1         | Da kommt etwas            | Something’s Coming         | 19. Okt. 2022        | 30. Dez. 2022                         | John J. Gray   | Ryan Murphy & Brad Falchuk              | 0,38 Mio.       |
| New York City 1981: Der ungeoutete Polizist Patrick untersucht den Fall einer Leiche, die ohne Kopf aus dem Hudson River gefischt wurde. Als der Kopf auftaucht, findet sich darin ein Stofftaschentuch. Seit einiger Zeit verschwinden in der Stadt viele Schwule, aber die Polizei will darin keine Serie sehen. Patricks Partner Gino ist Redakteur einer Schwulen-Zeitschrift, in der er die Community über die Gefahr informiert, aber Patrick kann ihm keine Informationen geben. Beim Cruising im Central Park wird Adam von einem Mann im Lederharnisch verfolgt und sein Zimmergenosse Sully verschwindet. Nachdem eine Meldung an die Polizei fruchtlos scheint, sieht Adam ein Foto des Mannes und spricht mit dem Fotografen Theo. Dessen Partner und Manager Sam sagt Theo, dass der Mann „Big Daddy“ seit Jahren tot sei. Auf der Suche nach Informationen befragt Gino den Künstler Henry, aber wird mit Betäubungsmitteln in einem Drink außer Gefecht gesetzt. Die Wissenschaftlerin Hannah Wells untersucht einen neuartigen Virus, der die Rehe auf Fire Island befallen hat und auf Menschen übergehen könnte, weswegen die Rehe zusammengetrieben und erschossen werden.                                                                                                  |           |                           |                            |                      |                                       |                |                                         |                 |
| 115 | 2         | Danke für Ihren Einsatz   | Thank You for Your Service | 19. Okt. 2022        | 6. Jan. 2023                          | Max Winkler    | Ned Martel, Charlie Carver & Manny Coto | 0,28 Mio.       |
| Gino wird von seinem Entführer Mr. Whiteley gequält, aber freigelassen, als dieser an einem Tattoo sieht, dass Gino beim Marine Corps war. Dr. Wells diagnostiziert Sam eine sexuell übertragbare Amöbe und auch Mr. Whiteley ist Patient bei ihr. Adam richtet mit der Zeitung eine Hotline ein für Hinweise über den Täter ein, aber wird von der Polizei für seine Beschwerden über ihre Untätigkeit schikaniert. Auch stellt Gino drei lesbische Aktivistinnen ein, die sich beschwert haben, dass seine Zeitung nur über Männer schreibt. Adam wird von seinem neuen Kollegen Morris auf eine Künstlerparty mitgenommen und sieht dort Theo, mit dem er ein nicht-sexuelles Treffen verabredet. Patrick fragt Gino nach dem Hanky Code, doch durch ein Treffen mit Patricks Exfrau glaubt Gino, dass Patrick mehr über die Schwulenszene weiß, als er zugibt, sodass er ihn in eine Lederbar mitnimmt. Dort wird ein Mann von Mr. Whiteley getötet. Sam lockt über Telefon den Barbesucher Stu zu sich nach Hause, wo er ihn in einen Käfig einsperrt. Fran behauptet gegenüber Hannah, die sie zu einem nächtlichen Treffen angerufen hat, dass hinter dem Virus die Regierung stecke. Patrick und sein Kollege werden zu dem Fund von an einer Kette aufgehängten Händen gerufen.       |           |                           |                            |                      |                                       |                |                                         |                 |
| 116 | 3         | Rauchvergiftung           | Smoke Signals              | 26. Okt. 2022        | 13. Jan. 2023                         | John J. Gray   | Brad Falchuk & Manny Coto               | 0,38 Mio.       |
| Fran erzählt Hannah von Operation Paperclip, dass Nazi-Wissenschaftler in den USA ein Virus als biologische Waffe entwickelt hätten. Stewart kann aus Sams Haus fliehen und geht zur Polizei, doch gegenüber Patrick behauptet Sam, alles sei einvernehmlich gewesen. Nachdem Patrick Gino gesteht, dass er früher in Lederbars gegangen ist, wartet er am Bezahltelefon, um den Anruf des Täters abzufangen. So führt Mr. Whiteley ihn zu einer Lagerhallenparty, wo Patrick einen Mann im Harnisch auspeitscht, den er für den Anrufer hält. Gino und Adam suchen mit einem Phantombild nach Whiteley. Adam hat ein Date mit Theo in einem Club. Während Whiteley ihm einen Drink bestellt, versperrt Big Daddy von außen die Türen und setzt den Club in Brand. Als die Verletzten ins Krankenhaus geliefert werden, nimmt Hannah, obwohl ihr Vorgesetzter nicht genehmigt hat, Blut von Schwulen nach dem Virus zu testen, Adam und Whiteley Blutproben ab. Adam hat Whiteley als Ginos Entführer erkannt und lässt Theo Gino benachrichtigen. Dieser verfolgt Whiteley durchs Krankenhaus, aber wird von ihm schließlich in einen Kühlraum der Leichenhalle gesperrt. |           |                           |                            |                      |                                       |                |                                         |                 |
| 117 | 4         | Blackout                  | Black Out                  | 26. Okt. 2022        | 20. Jan. 2023                         | Jennifer Lynch | Ned Martel & Charlie Carver             | 0,28 Mio.       |
| Patrick kann Gino aus dem Kühlfach retten. Am nächsten Morgen haben beide einen kratzigen Ausschlag. Es ist der heißeste Tag des Jahres und kommt immer wieder zu Stromausfällen. Gino bringt die Badehaus-Sängerin Kathy zu einem Interview für seine Zeitung. Hans, ein Künstler auf den Lagerhallenparties, wird von seinem Freund Daniel tot aufgefunden, den die Polizei beschuldigt. Als Patricks Vorgesetzter ihm vorwirft, Informationen darüber an Gino weitergegeben zu haben, bekennt Patrick sich ihm gegenüber zu seiner Sexualität. Theo trennt sich von Sam und schläft mit Adam. Später wird Patrick auf dem Revier von Mr. Whiteley angerufen. Durch einen Hinweis von diesem fährt Patrick mit seinem Partner in den Central Park, wo er von Big Daddy gejagt wird. Gino konfrontiert Patrick mit einer Ledermaske, die ihm Barbara gezeigt hat, worauf Patrick gesteht, dass er sich mit anderen Männern zu anonymen Sexdates trifft, und Gino plötzlich zusammenbricht. Auf einer Blackout-Party versuchen Daniel und Adam, die anderen Schwulen zu warnen und zu organisieren. Im Park fällt Daniel und Cameron Mr. Whiteley als verdächtig auf und sie folgen ihm, bis sie zu dritt in einem Aufzug steckenbleiben, wo Mr. Whiteley plötzlich ein Messer zückt.          |           |                           |                            |                      |                                       |                |                                         |                 |
| 118 | 5         | Das Schicksal der Karten  | Bad Fortune                | 2. Nov. 2022         | 27. Jan. 2023                         | Paris Barclay  | Our Lady J & Jennifer Salt              | 0,27 Mio.       |
| Kathy stellt Fran als Tarotlegerin ein. Adam und Hannah, die durch seine Samenspende schwanger ist, und später Theo bekommen von ihr die Karte Tod gelegt. Bei einer Untersuchung stellt Hannahs Arzt fest, dass ihre Anzahl roter Blutkörperchen niedrig ist, was auch bei Adam und anderen, denen sie selbst Blut abgenommen hat, der Fall war. Nachdem Barbara nach kurzem Zögern doch die Scheidungspapiere unterschreibt, um Patrick glücklich zu sehen, bricht sie plötzlich zusammen. In ihrer Wohnung wird Patrick erneut von Big Daddy angegriffen; später erwürgt dieser Barbara. Als Gino von Adam angeregt zu Fran geht, bekommt auch er von Kathy die Todeskarte und sieht sogar den Todesengel, weswegen er in Panik flieht. Mr. Whiteley enthüllt seinen beiden Gefangenen Daniel und Cameron seinen Plan: Er hat aus Teilen der Leichen seiner Opfer einen neuen Körper zusammengesetzt und will diesen bei der kommenden Pride parade ausstellen. |           |                           |                            |                      |                                       |                |                                         |                 |
| 119 | 6         | Die Leiche                | The Body                   | 2. Nov. 2022         | 3. Feb. 2023                          | John J. Gray   | Brad Falchuk, Manny Coto & Our Lady J   | 0,19 Mio.       |
| Patrick und Gino versuchen, von Hannah Einsicht zu erhalten, wem sie nach dem Feuer Blutproben entnommen hat, weil sie unter diesen den Mörder vermuten. Am Strand von Fire Island finden zwei Schwule eine Leiche mit Ledermaske und rufen Patrick an, der sofort Sam kontaktiert. Im Auftrag eines Mafiabosses bedroht Henry Gino, weil seine Artikel über die Morde lokalen Geschäften schaden. Auf Fire Island sind Patrick und Sam davor, die Teile der Leiche neu zu vergraben, als Henry und Gino erscheinen, sodass Patrick seine Verbindung zu den anderen beiden erklärt. 1979 traf er auf Fire Island das erste Mal Sam und sie hatten in dessen Haus unter Einfluss von Kokain einen Dreier mit Billy, der dabei eine Ledermaske trug und erstickte. Um die Leiche zu beseitigen, rief Sam Henry, der Mr. Whiteley hinzuholte, um sie zu zerlegen. An Spuren an der Leiche erkennt Patrick, dass Henrys Kollege der aktuelle Mörder ist. Mit Gino im Auto, der ihn erschießen soll, trifft Henry Mr. Whiteley in einer Bar. Der betäubt Henry und schleift ihn in sein Auto, worauf Gino Patrick um Hilfe anruft. |           |                           |                            |                      |                                       |                |                                         |                 |
| 120 | 7         | Der Schutzengel           | The Sentinel               | 9. Nov. 2022         | 10. Feb. 2023                         | Paris Barclay  | Our Lady J & Manny Coto                 | 0,27 Mio.       |
| Gino und Patrick dringen in die Fleischfabrik ein, in der Whiteley Henry gefangenhält, aber werden von Whiteley ausgeknockt. Er erklärt Patrick, den er isoliert festgeschnallt hat, seine Schöpfung – der „Sentinel“ (Wächter) – sei eine Hoffnung für die Community, weil er aufzeige, dass die Welt sich nicht für sie interessiert, und will Patricks Herz in den Körper setzen. Henry kann eine Hand aus den Handschellen lösen, die andere absägen und Gino befreien. Der befreit Patrick und dieser erschießt schließlich Whiteley. Patrick denunziert das Polizeirevier in einem Artikel über den Tod des Killers und kündigt. Später hat er eine Vision von Barbara. Weil Whiteley sieben Opfer für den Sentinel benutzt hat, aber mehr Schwule verschwunden sind, glaubt Adam, es gebe einen weiteren Killer. Hannah gesteht ihm, dass Sully ihr erster Patient war, und ist verwirrt darüber, dass der Erreger offenbar unterschiedliche Symptome hervorruft. Um sich von den Ereignissen zu erholen, lädt Gino Adam und seine Freunde nach Fire Island ein, wo er und Patrick ein Haus gemietet haben. Weil sie sich zu krank fühlt, sagt Hannah ab und fragt ihre Mutter, ob sie bei ihr wohnen kann. Gino schreibt einen Artikel über Pride, Tod und Gewalt gegen die Community. |           |                           |                            |                      |                                       |                |                                         |                 |
| 121 | 8         | Fire Island               | Fire Island                | 9. Nov. 2022         | 17. Feb. 2023                         | Jennifer Lynch | Ned Martel, Charlie Carver & Our Lady J | 0,15 Mio.       |
| Auf dem Boot nach Fire Island lernt Adam, dass auch Theo krank ist, und macht sich Sorgen; am Strand wiederum redet Patrick Ginos Sorgen wegen ihrer Symptome klein, sodass sie im Streit auseinandergehen. Nachdem Henry Gino gesteht, dass er ihn bewundert und begehrt, verspricht Sam, ihm auf der Insel zu einem Mann zu verhelfen. Fran und ihre Freundinnen sehen Big Daddy, der wieder geht, ohne sie anzugreifen. Als er Gino und Adam angreift, schießt Patrick ihm in den Kopf, aber der Körper verschwindet plötzlich. Auf einer Party teilt Fran allen jungen Schwulen die Karte des Todes aus. Sam hat Theo, als dieser allein war, mit Drogen in einem Getränk betäubt und präsentiert ihn im Wald an Bäume gefesselt Henry mit der Behauptung, dies sei Theos Sexfantasie. Bevor Henry ihn vergewaltigt, erscheint Big Daddy und vertreibt Henry. Theo sieht die Seelen schwuler Opfer, die er von Fotografie-Sessions erkennt. Sie binden ihn los und nehmen in ihre Mitte auf. |           |                           |                            |                      |                                       |                |                                         |                 |
| 122 | 9         | Requiem 1981/1987: Teil 1 | Requiem 1981/1987 Part One | 16. Nov. 2022        | 24. Feb. 2023                         | Our Lady J     | Our Lady J                              | 0,28 Mio.       |
| 1981: Auf Theos Beerdigung bricht Sam zusammen. Im Krankenhaus halluziniert er Theo als Arzt, der ihm junge Schwule wie Stewart als Patienten zeigt. Dann in einem Käfig zeigt ihm Henry, wie seinem Vater und seinem ersten Boss – den Männern, die ihm Schmerz zugefügt haben – der Schmerz zugefügt, den auszuüben er lustvoll empfindet. Schließlich läuft er an einem Strand vor Big Daddy weg, bis er aufgibt und sein Ende akzeptiert. 1987: Patrick liegt im Krankenhaus und wird liebevoll von Gino umpflegt. Nachdem er von einem Arzt erfährt, dass die durch die Krankheit aufgetretene Blindheit dauerhaft ist, halluziniert er Barbara in ihrem Hochzeitskleid. Sie zeigt ihm die erste Begegnung mit Gino, dann wie Patrick einen Kollegen verraten hatte, als sie bei einem Kuss erwischt wurden, und wie sein Vater ihn als Kind beim Schießtraining als verweichlicht gedemütigt hatte. Ginos Hand haltend stirbt Patrick. |           |                           |                            |                      |                                       |                |                                         |                 |
| 123 | 10        | Requiem 1981/1987: Teil 2 | Requiem 1981/1987 Part Two | 16. Nov. 2022        | 3. März 2023                          | Jennifer Lynch | Ned Martel & Charlie Carver             | 0,19 Mio.       |
| 1981: Als Adam nach Theos Beerdigung Hannah besuchen will, wird gerade ihre Leiche abtransportiert. Eine Ärztin versichert ihm, dass beide eines natürlichen Todes gestorben sind, und beschreibt die Krankheitsverläufe. Durch Hannahs Audio-Aufzeichnungen erfährt er, dass es sich um eine völlig neuartige, tödliche Krankheit handle, die wahrscheinlich sexuell übertragbar sei, und dass er selbst Hannah angesteckt habe. Er erstellt und verteilt Flyer zur Aufklärung über Safer Sex. 1987: Adam und Gino sind auf Patricks Bestattung. Gino kämpft mit AZT gegen die Krankheit an, die nun den Namen AIDS trägt. Big Daddy hebt ein Massengrab aus, in das eine Reihe junger Männer fällt. Über die Jahre besucht Gino die Bestattungen verstorbener Schwuler, nimmt an Demonstrationen teil und schreibt Artikel über AIDS, in denen er die Zahlen der Toten nennt – all das unter steter Beobachtung von Big Daddy, bis er 1991 sich nicht mehr diesem widersetzen kann und stirbt. Auf Ginos Bestattung hält Adam eine Rede. |           |                           |                            |                      |                                       |                |                                         |                 |